# Gazellah Bruder
Gazellah Bruder (née en 1977 à Port Moresby) est une graveuse, illustratrice, peintre et sculptrice papouan-néo-guinéenne, considérée comme l'une des femmes artistes les plus en vue de son pays.
Son art, largement axé sur la gravure, se concentre sur les questions de genre, sociales et sexuelles qui continuent de marginaliser les femmes papouan-néo-guinéennes, ainsi que sur des sujets environnementaux.

## Biographie

### Jeunesse et formation
Gazellah Bruder est née à Port Moresby, la capitale de la Papouasie-Nouvelle-Guinée, en 1977. Son père, dont elle est très proche, est un Tolai de la province de la Nouvelle-Bretagne orientale. Elle est diplômée de l'Université de Papouasie-Nouvelle-Guinée avec un diplôme en Beaux-arts et une licence en Arts et Design. En 2012, elle obtient un diplôme spécialisé en anthropologie visuelle,.

### Carrière
Gazellah Bruder a développé un style de peinture unique au début de sa carrière. Il est considéré comme différent de ceux des autres artistes de Papouasie-Nouvelle-Guinée, car elle utilise rarement des motifs et des objets traditionnels de son pays. Son travail aborde ce que signifie être une femme en Papouasie-Nouvelle-Guinée du point de vue de l'oppression, de la violence et des inégalités. Les corps des femmes apparaissent fréquemment dans ses tableaux et ses gravures sur bois, les femmes étant souvent représentées comme enceintes. Elle voit dans le corps transformé par la grossesse et l'accouchement la preuve de l'émergence d'une belle femme sûre d'elle. Son thème est toujours l'identité féminine et sa réflexion sur sa propre vie de mère célibataire.
Depuis les années 2010, elle aborde le thème de la pollution des océans et de la destruction des forêts. Elle accompagne souvent son art de poèmes sur le même sujet, dans lesquels le rôle de l'humanité dans la destruction est souligné.
Bruder a exposé au niveau national ainsi qu'à l'international, notamment en Australie, au Royaume-Uni et en Allemagne. En plus de produire des œuvres d'art, elle a travaillé pour le secteur privé. En 1999, elle est apparue à la télévision dans des programmes pour enfants et a illustré deux livres pour enfants. Son travail a été présenté dans l'ouvrage de 2006, Papua New Guinea Prints, publié par la National Gallery of Australia,.
En 2018, alors qu’elle travaille comme directrice créative dans une galerie d’art, elle remporte un concours pour concevoir une sculpture pour Port Moresby, financée par le gouvernement australien. Il s'agit de sa première sculpture et elle consiste en une structure en acier intitulée Happy Family, Happy Nation. En 2020, elle était l'une des cinq femmes de Papouasie-Nouvelle-Guinée choisies par les Nations Unies pour produire du matériel de plaidoyer visant à répondre à la violence contre les femmes dans le pays,.

## Publications illustrées
- 2011. Donkey from Town. Andrew V. Solien, illustrated by Gazellah Bruder. University of Papua New Guinea Press[7]
- 2011. Edward Goes Fishing. Andrew V. Solien, illustrated by Gazellah Bruder. University of Papua New Guinea Press[7]